# Mozilla (吉祥物)
Mozilla是已解散的網景通訊公司与随后的Mozilla基金會的吉祥物。一開始，這個吉祥物有很多種形式，包括帶頭盔的太空人。但是最後選擇了類似哥斯拉的蜥蜴，因爲哥斯拉與Mozilla的名稱類似。由Dave Titus設計於1994年。

現代化的Mozilla吉祥物

2012年以前的Mozilla吉祥物

早期幾年，該吉祥物成為網景官方網頁的一個特色。然而，為了突出其更「專業」的形象的需要（特別是對於企业客戶），吉祥物後來被移除了，但在網景內部則繼續使用，通常繪製在給員工的T恤上，或是作為網景在山景城園區牆上的藝術裝飾。
網景在1998年併購網頁目錄公司NewHoo后将其重命名为开放目录计划，由于跟Mozilla開放原始碼專案的相似性，他们昵称其为「DMOZ」（Directory of Mozilla）。在網站的每一頁上都放上了Mozilla的圖片，即使現在依然如此，尽管網景公司已經被美国在线併購解散。
隨著1998年Mozilla.org專門網站的推出，這個綠色和紫色的吉祥物後來被一個更大、強烈紅色的暴龍所取代，新的設計者謝帕德·費爾雷因設計巨人安德魯擁有一支民兵隊和巴拉克·歐巴馬"希望"海報而成名。

## 外部連結
- Mozilla博物館（页面存档备份，存于） - 很多Mozilla的圖片
- Mozilla襯衫藝術
- Dave Titus（页面存档备份，存于） - Mozilla創造者